# Chiesa di San Romerio
La chiesa di San Romerio è un edificio religioso che si trova sull'Alp San Romerio, località del comune di Brusio, a picco sul lago di Poschiavo.

## Storia
La prima menzione documentaria della chiesa di San Romerio risale all'anno 1106, in cui alcuni oggetti sono donati alla chiesa e alla comunità di "servitores ecclesiae sancti Romedhii". Da un documento del 1154 si evince che al tempo in cui Guido Grimoldi è vescovo di Como (tra il 1096 e il 1125) i membri della comunità adottano la regola di sant'Agostino, e la chiesa viene consacrata a San Remigio (San Romedio nella parlata locale). San Romedio, un eremita del IV secolo, era venerato soprattutto nella Valle di Non, nel Trentino. Anche se la tradizione locale vuole che i primi abitatori fossero appartenenti al movimento degli umiliati, in realtà si tratta più probabilmente di una fondazione vescovile con lo scopo di ospitare i viandanti sulla strada tra Poschiavo e Tirano. I primi religiosi residenti sull'alpe sono dei laici che tuttavia seguono una chiara regola ordinale, senza però essere dei monachi in senso stretto. San Romerio costituisce allora un territorio a sé stante di 22'666 pertiche (15,6 km²), confinante con i comuni di Poschiavo, Brusio, Tirano, Tovo e Grosotto.
In un documento vescovile del 27 marzo 1237 si dice che la chiesetta di San Romerio viene unita alla chiesa di Santa Perpetua sopra Tirano, dove esiste una comunità analoga.
Con il decreto del 27 settembre 1517 Leone X integra le chiese di San Romerio e Santa Perpetua con tutti i diritti e i beni al santuario di Madonna di Tirano, riconoscendo al comune di Tirano il possesso e il diritto di padronato. Da allora San Romerio servì da ospizio estivo ai religiosi valtellinesi. Ogni anno aveva luogo una processione che da Tirano (400 m.s.m), attraverso vigneti, boschi e maggesi, raggiungeva la chiesa a 1800 metri d'altezza. 
Nel 1517 venne costruito un coro, modificato poi nel 1659.
Nei secoli successivi la chiesa non subì particolari modifiche, ad eccezione di un intervento di restauro avvenuto tra il 1951 e il 1953, mirato al ripristino della praticabilità dell’edificio, reso inagibile dopo che un fulmine ne ebbe danneggiato il campanile. 

## Descrizione
Interno - La chiesetta è orientata verso est ed è costituita da una navata rettangolare e un coro quasi quadrato. L'arco del coro è semicircolare e porta sull'apice la data 1659. Il pavimento è coperto da un selciato costituito da grosse pietre irregolari. L'intonaco delle pareti della navata presenta una superficie ruvida, quello delle pareti del coro per contro è liscio. La luce naturale all'interno della chiese è particolarmente scarsa. Nella parete sud del coro si trova una finestrella quadrangolare, nella parete meridionale della navata una feritoia arcuata murata, mentre nella parete ovest vi sono una piccola finestrella quadrata e una feritoia. Le due porte, una nella parete sud per l'entrata e una per la torre, sono entrambi quadrate. Quest'ultima è raggiungibile dall'interno della chiesa attraverso una breve scalinata di sei gradini.
Dalla navata un passaggio porta ad un locale irregolarmente poligonale posto a sud, raggiungibile anche dall'atrio attraverso una porta ad arco ora murata. In un'epoca più recente questo locale serviva da ossario, all'origine poteva però rivestire la funzione di una cappella laterale, stando al collegamento con la navata e ad un quadro raffigurante sant'Antonio abate. Si tratta di un dipinto risalente probabilmente al primo quarto del XVI secolo.
Esterno - Attualmente l'intonaco è rimasto intatto soltanto nel coro, ed in modo particolare sulla parete nord, mentre nella navata, ad eccezione di alcuni resti nel frontone occidentale, esso si è completamente staccato. Accostato alla parete meridionale, si erge un atrio aperto. Il tetto, coperto da grosse piode di sasso locale, ricopre interamente in un unico spiovente navata, coro, cappella laterale e atrio.
Il campanile si trova a nord della navata in posizione leggermente rialzata e termina con una piramide piodata.
Conclusioni architetturali - La forma delle feritoie sulla parete meridionale permette di attribuire la navata alla costruzione menzionata per la prima volta nel 1106. Il coro risale ad un'epoca posteriore, come suggerito dal differente grado di conservazione dell'intonaco. Tuttavia esso deve essere più antico dell'arcata attuale, data la non coincidenza tra questa ed i pilastri d'angolo presenti. Forse il coro risale al periodo posteriore al 1517 (unione di San Romerio con Madonna di Tirano), in sostituzione ad un antico spazio per l'altare di forma ignota. Da quest'epoca, intorno al 1517, risale anche l'ossario con il dipinto di Sant'Antonio, così come il campanile, costruito in una sola volta e per la forma delle finestre campanarie e del tetto certamente non appartenente all'epoca romanica. L'atrio è più recente dell'ossario e risale probabilmente ai lavori di costruzione del 1659.
Arredamento - L'altare. Il dipinto, raffigurante la Madonna con San Romerio e Perpetua, è firmato: "1817 Domenico Falett pinz.
Campana - Diametro 51.5 cm. Iscrizione: + SANCTE REMIGI ORA NOBIS 1627. Su di una placchetta: BERTHOLOMEUS QUADRIUS PONTENSIS VALTELINE FECIT (Fatta da Bartolomeo Quadrio di Ponte in Valtellina).

## Conservazione
La peculiare situazione giuridica della chiesa di San Romerio - proprietà del comune di Tirano ma in territorio elvetico - unita alla sua ubicazione - particolarmente critica, se si considera la scarsa accessibilità, l’alta quota e la roccia fratturata che ne costituisce le fondamenta - ha spesso costituito un ostacolo alla corretta gestione e manutenzione dell’edificio. È così che a partire dal 2013, San Romerio entra a far parte del progetto Interreg “La Conservazione Programmata nello spazio comune Retico”, che, oltre a mettere in atto una vera e propria collaborazione transfrontaliera e interdisciplinare, ha provveduto alla messa in sicurezza dell’edificio, che richiedeva un intervento d’urgenza sul contrafforte alla base della chiesa verso lo strapiombo, soggetto a infiltrazioni e a rischio cedimento.

## Galleria d'immagini

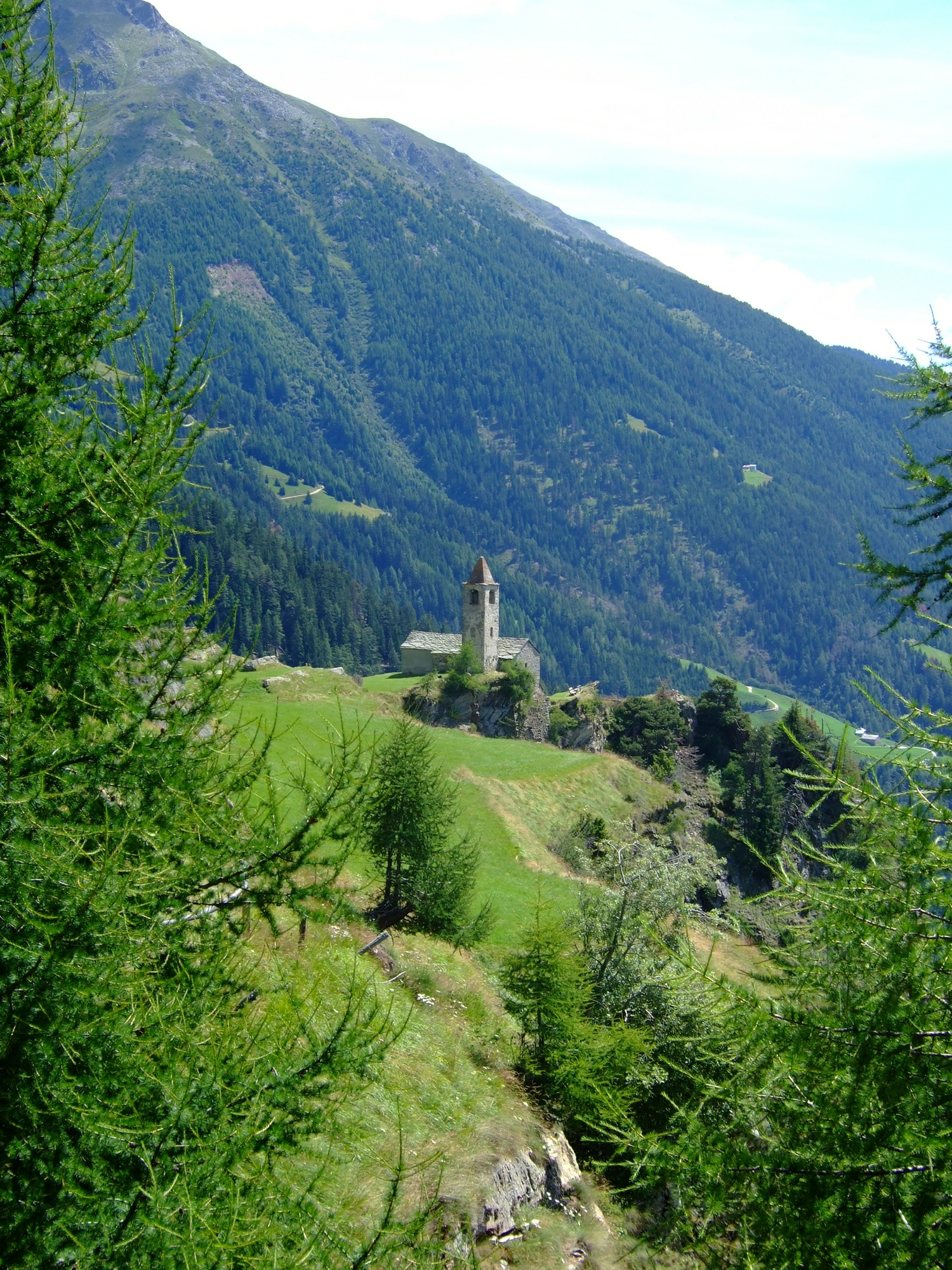
Chiesa di San Romerio
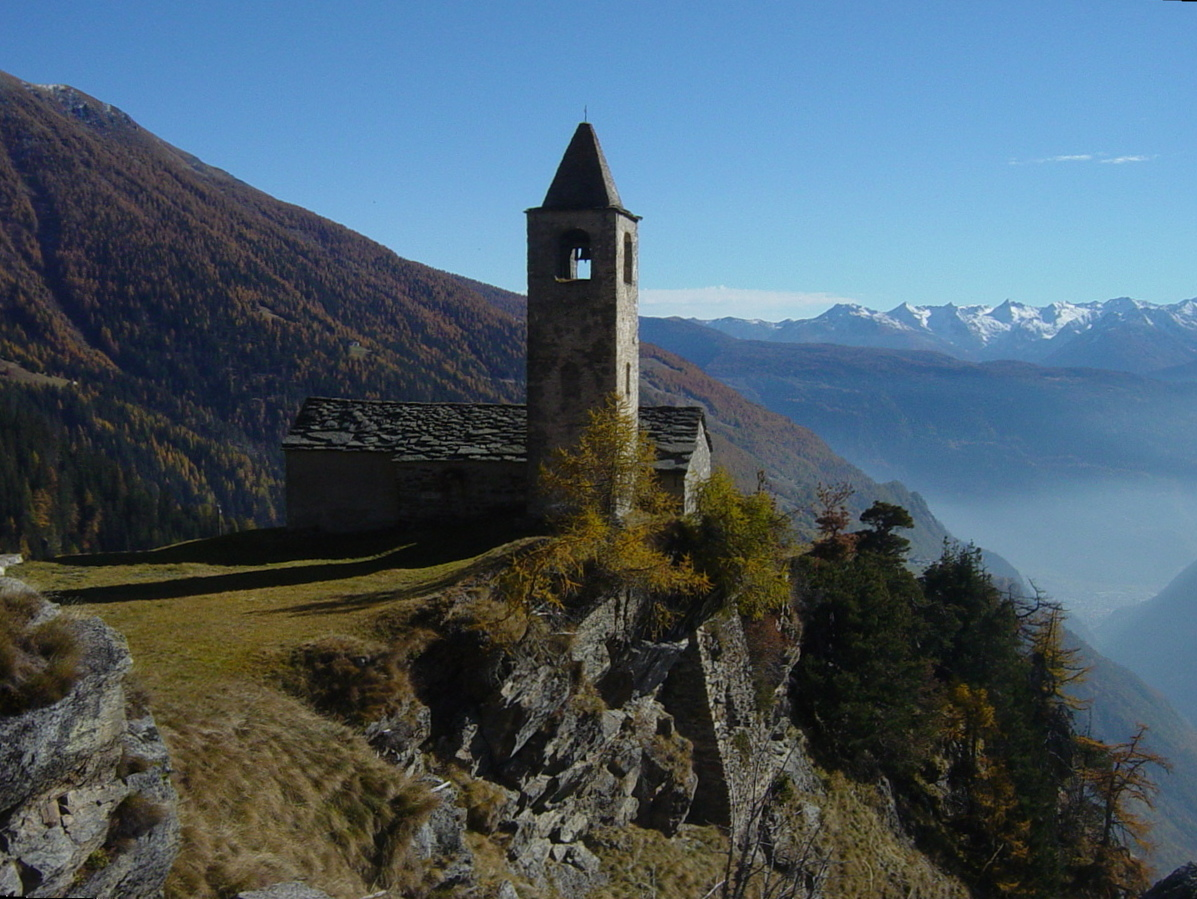
Chiesa di San Romerio
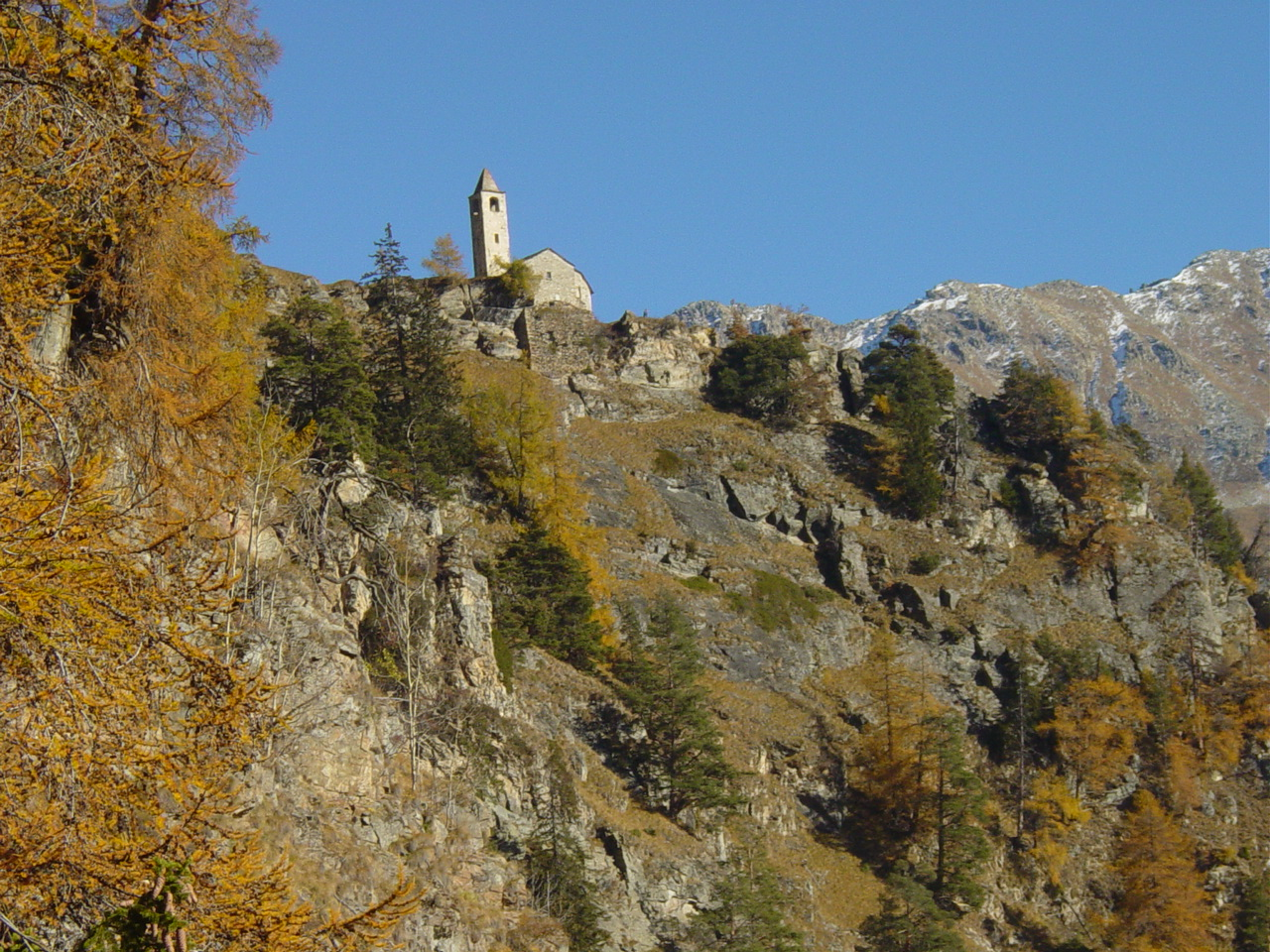
Chiesa di San Romerio